# Tachosa albicans
Tachosa albicans là một loài bướm đêm trong họ Erebidae.